# Thirumurugan Veeran
Thirumurugan Veeran (ur. 9 stycznia 1983 w Gurun) – malezyjski piłkarz grający na pozycji obrońcy.

## Kariera klubowa
Karierę piłkarską Thirumurugan rozpoczął w klubie Perak FA. W 2003 roku zadebiutował w jego barwach w pierwszej lidze malezyjskiej. Grał tam do końca tamtego roku. Na początku 2004 roku przeszedł do zespołu Kedah FA, a w latach 2005-2006 ponownie grał w Peraku FA. W 2005 roku wystąpił w finale Pucharu Malezyjskiej Federacji Piłkarskiej. W 2006 roku ponownie podpisał kontrakt z Kedah FA. W 2007 i 2008 roku wywalczył z nim mistrzostwo kraju, Puchar Malezji i Puchar Federacji. Następnie grał w Perak FA, PDRM FA, a w 2016 trafił do Perlis FA.

## Kariera reprezentacyjna
W reprezentacji Malezji Thirumurugan zadebiutował 19 lutego 2006 roku w przegranym 0:1 towarzyskim spotkaniu z Nową Zelandią. W 2007 roku został powołany do kadry na Puchar Azji 2007. Tam rozegrał 2 spotkania: z Uzbekistanem (0:5) i z Iranem (0:2).